# OTO 100/47
Die OTO 100/47 war ein Schiffsgeschütz des Königreich Italien, welches ab 1924 gebaut und auf verschiedenen Schiffen zum Einsatz kam.

## Entwicklung
Die Ursprünge der OTO 100/47 liegen bei der österreich-ungarischen 10-cm-Marinekanone Škoda K11. Am Ende des Ersten Weltkrieges erhielt das Königreich Italien mehrere Schiffe als Reparationszahlung. Diese waren, unter anderem, mit mehreren der K10 und hauptsächlich K11 ausgerüstet. Die Marine war von dieser Marinekanone sehr beeindruckt und 1924 kaufte die italienische Firma Odero-Terni-Orlando eine K11, um sie eingehend zu inspizieren und zu begutachten.
Nachdem die Firma die Marinekanone auseinander genommen hatte (Reverse Engineering), begann sie umgehend mit dem Bau einer eigenen Version. Nach der Fertigstellung erhielt sie die Bezeichnung OTO 100/47 Modello 1924. Im Gegensatz zum österreich-ungarischen Vorgänger, war diese Kanone ein Zwillingsgeschütz.

## Technische Beschreibung
Da die OTO 100/47 fast identische Kopien der 10-cm-Marinekanone Škoda K11 waren, verfügten sie über identische Eigenschaften. Das Geschützrohr bestand aus Stahl und einem horizontalen Keilverschluss. Die Munition wog 26,2 kg, wobei 13,75 kg auf den Geschosskopf mit Sprengladung fielen und der Rest auf die Hülse.
Bei den Zwillingsgeschützen der Modelle 24, 27 und 28 ruhten die Geschütze auf einer gemeinsamen Wiege. Diese standen auf einer Sockellafette, welche mit einem Schutzschild ausgerüstet war. Auf den Schiffen wurden die Lafetten mit den Decks verschraubt. Sie hatten einen Höhenrichtbereich von −5 bis +85 Winkelgrad und konnten damit gegen See- und Luftziele genutzt werden. Die Geschützen wogen 2,17 t und Reichweite von 15,24 km. Die Zwillingsgeschütze OTO 100/47 wurde in einigen umgebauten Schlachtschiffen und nahezu allen Kreuzern eingebaut. Dazu zählten die:
- OTO 100/47 Modello 24: Trento-Klasse[2]
- OTO 100/47 Modello 27: Pola
- OTO 100/47 Modello 28: Conte-di-Cavour-Klasse[3], Bolzano, San Giorgio, Zara-Klasse[4], Condottieri-Klasse

Auch die Einzelgeschütze der Modelle 31, 35 und 37 standen auf einer Lafette mit Schutzschild. Das Modell 31 hatten einen Höhenrichtbereich von −6 bis +45 Winkelgrad, während die Modelle 35 und 37 über einen Winkelgrad −10 bis +60 verfügten. Die Reichweite aller Geschütze betrug 15,4 km. Auf den folgenden Schiffen wurde die Einzelgeschützvariante verbaut:
- OTO 100/47 Modello 31: Spica-Klasse (I. Serie), Spica-Klasse (Climene-Serie), Spica-Klasse (Perseo-Serie)[5]
- OTO 100/47 Modello 35: sehr wenig im Einsatz
- OTO 100/47 Modello 37: Spica-Klasse (Alcione-Serie)[5], Ariete-Klasse, Orsa-Klasse[6], Gabbiano-Klasse[7]

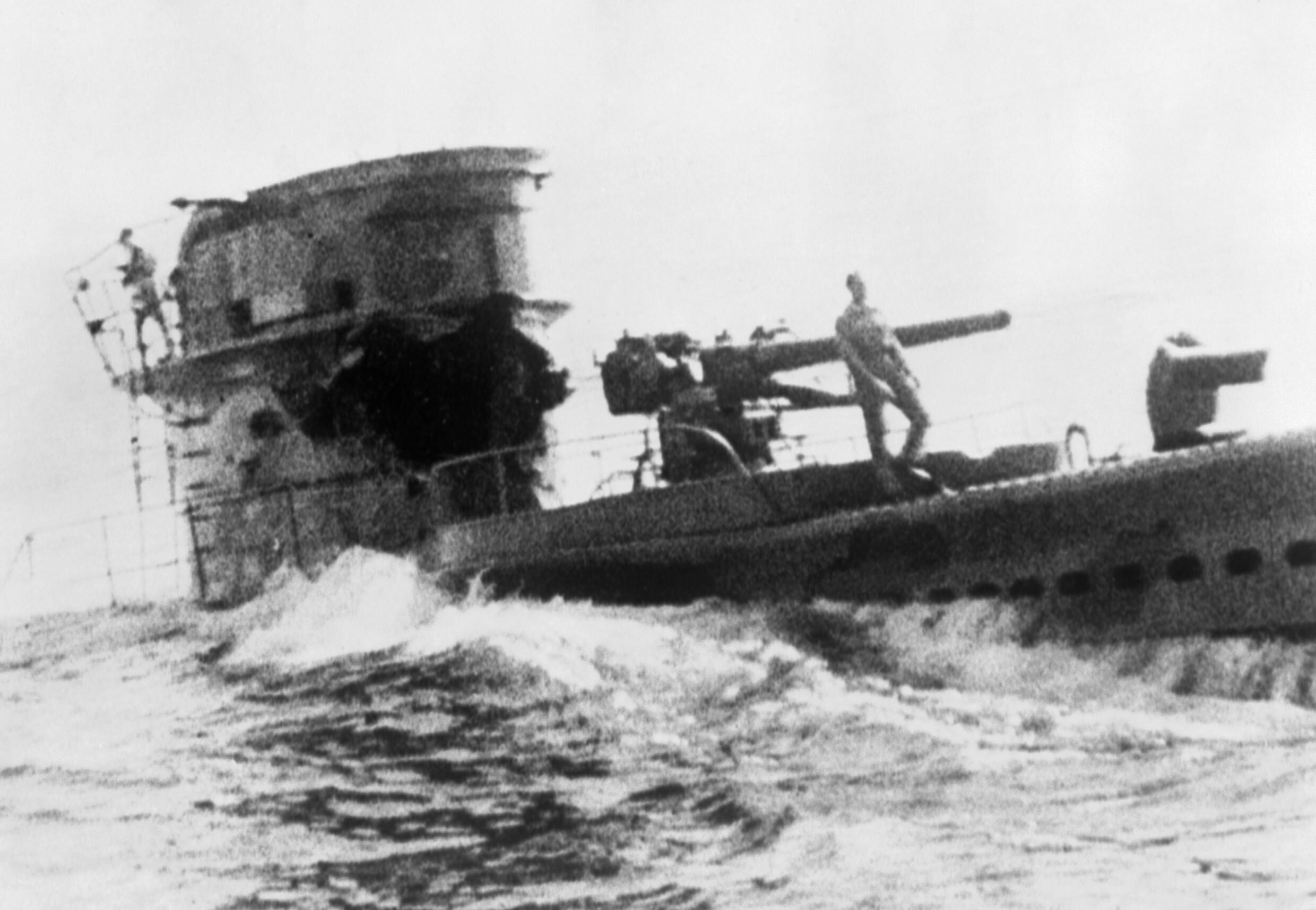
Das U-Boot Cobalto mit einer verkürzten OTO 100/47

Die Geschütze der Modelle 31, 35 und 38 für die U-Boote waren um 40 cm verkürzt. Außerdem verfügten sie über kleinere Rückstoßbremsen, welche im Verschlussblock versenkt waren. Sie standen auf Sockellafetten ohne Schutzschild und mit geringerem Höhenrichtbereich von −5 bis +35 Winkelgrad. Dadurch war der Einsatz nur auf die Schiffsbekämpfung beschränkt. Auch auf einigen Frachtschiffen wurden diese Geschütze verbaut. Die Reichweite betrug 12,6 km und es wurde auf den folgenden Schiffsklassen verbaut:
- OTO 100/47 Modello 31: Glauco-Klasse, 600-Klasse (Sirena-Serie), Argo-Klasse
- OTO 100/47 Modello 35: 600-Klasse (Perla-Serie), 600-Klasse (Adua-Serie)
- OTO 100/47 Modello 38: Marcello-Klasse[8], Liuzzi-KLasse, Marconi-Klasse[9], Ammiragli-Klasse, 600-Klasse (Platino-Serie), Tritone-Klasse, Foca-Klasse, Brin-Klasse, Panigaglia-Klasse

## Einsatz

### Königreich Italien
Nachdem der Zweite Weltkrieg beendet war, wurden einige Schiffe, welche mit der Marinekanone ausgerüstet waren, an die Siegermächte abgegeben. Dabei gingen die folgenden Schiffe an die verschiedenen Nationen:
- Sowjetunion: Giulio Cesare, Emanuele Filiberto Duca d'Aosta, Animoso, Ardimentoso, Fortunale, Marea und Nichelio
- Griechenland: Eugenio di Savoia
- Jugoslawien: Ariete, Aliseo und Indomito

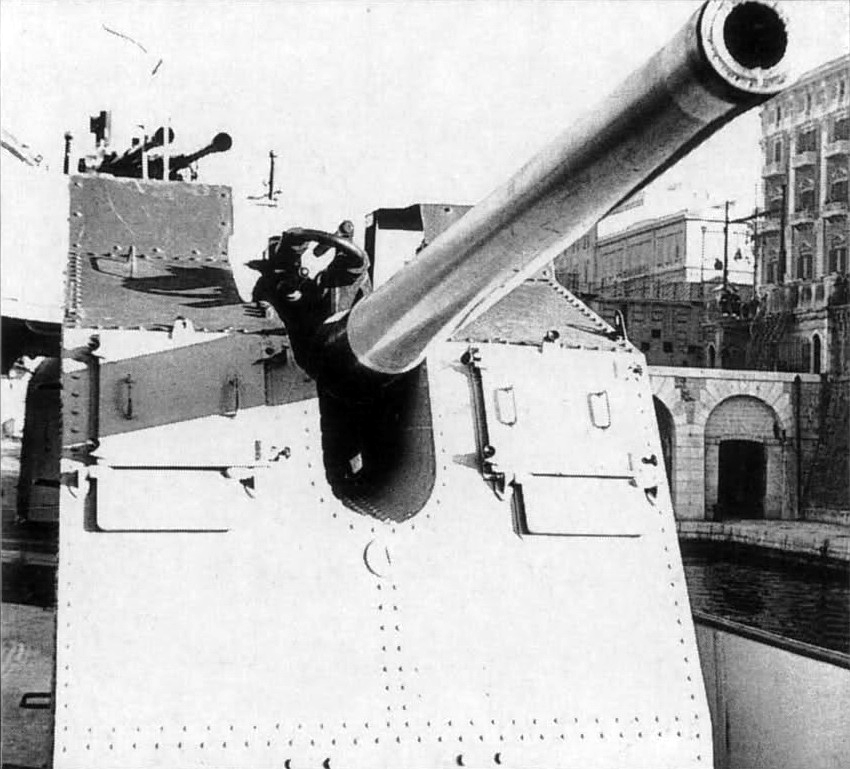
Leuchtfeuerkanone OTO 100/47 der Giuseppe Garibaldi

Nach dem Krieg wurde die Marinekanone weiter gebaut und auf den Torpedobooten der Spica-Klasse und Orsa-Klasse, sowie auf den Korvetten der Gabbiano-Klasse weiter genutzt und ausgerüstet. Auch die vier leichten Kreuzer Luigi Cadorna, Raimondo Montecuccoli, Luigi di Savoia Duca degli Abruzzi und Giuseppe Garibaldi wurden mit den Marinekanonen bestückt. Die Garibaldi erhielt zusätzlich zwei weitere Einzelkanonen für Leuchtfeuer.
Die Raimondo Montecuccoli war das letzte italienische Schiff, was mit dieser Marinekanone ausgerüstet wurde. In der Nachkriegszeit diente es als Schulschiff für Studenten der Marineakademie Livorno und wurde 1964 ausßer Dienst gestellt. Mit der Außerdienststellung, zeitgleich mit der griechischen Außerdienststellung der Eugenio di Savoia (umbenannt in Helli), endete damit die Dienstzeit der OTO 100/47.

### Argentinien
In Italien wurden zwei Kreuzer, die Almirante Brown und die Veinticinco de Mayo nach dem Vorbild der Trento-Klasse gebaut. Beide Schiffe wurden unter anderem mit der Modello 28 ausgerüstet und anschließend nach Argentinien geliefert.

### Schweden
Schweden kaufte 1940 vom Königreich Italien zwei Torpedoboote der Spica-Klasse. Diese waren mit der Einzelgeschützvariante Modello 31 ausgerüstet.

### Sowjetunion
Im Jahr 1930 wurden zehn Zwillingsgeschütze des Modello 1928 an die Sowjetunion geliefert. Diese wurden auf die leichten Kreuzer Krasny Kavkaz und Chervona Ukraina installiert. Diese waren leicht verändert und standen auf einer von Minisini entworfenen Flugabwehrlafette. In der Sowjetunion erhielten diese Marinekanonen den Spitznamen Minizini.

### Spanien
Der spanische Kreuzer Baleares wurde ebenfalls mit einigen Modello 28 ausgestattet. Die kleinen U-Boote Iride und Onice verfügten ebenfalls über die kleine Version der OTO 100/47.

## Verbleib

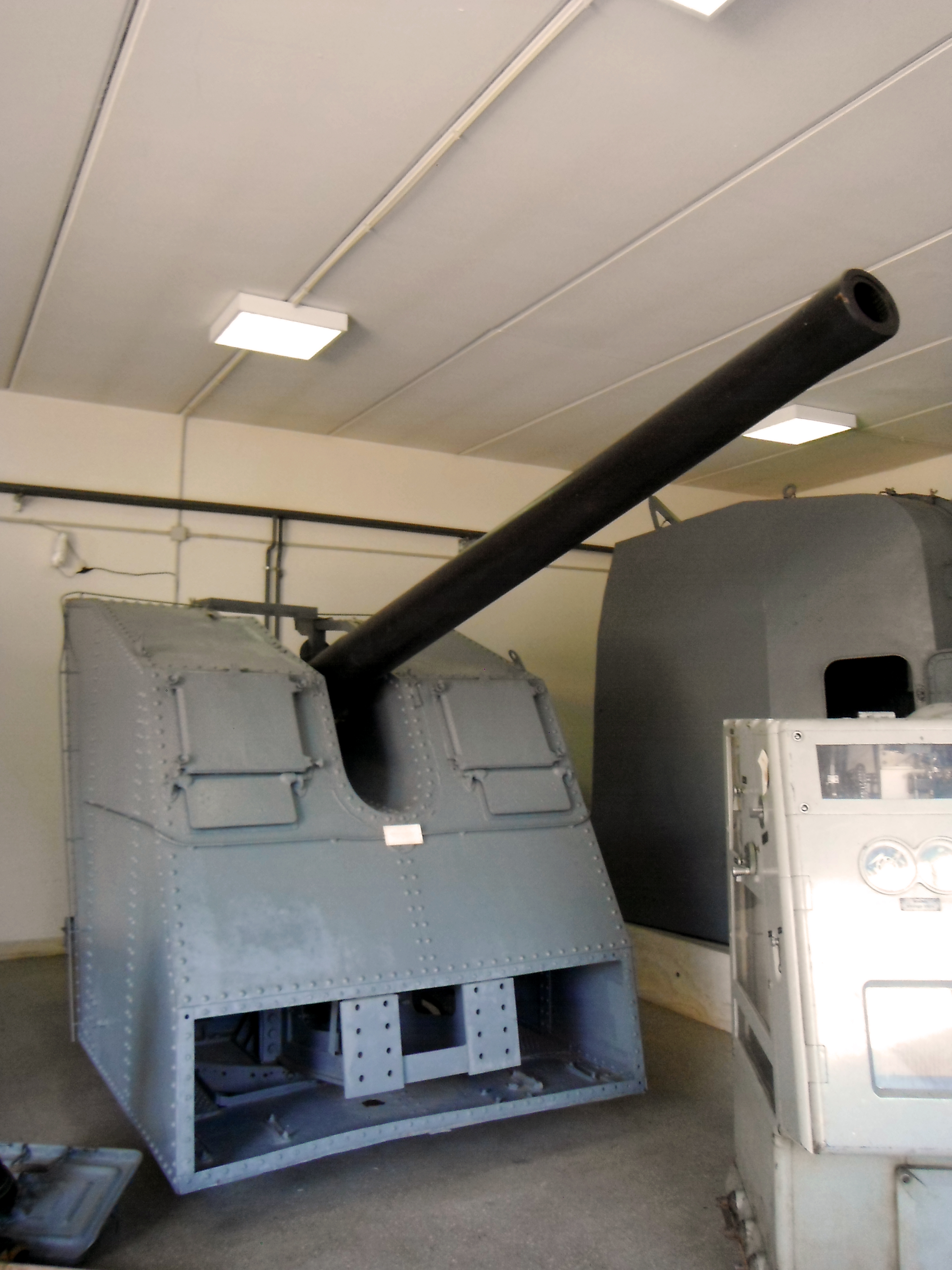
OTO 100/47 Einzelgeschützturm für Korvette in La Spzia

Im Museo tecnico navale in La Spezia befindet sich ein OTO 100/47 Zwillingsgeschützturm, sowie ein Einzelgeschützturm, welcher auf einer Korvette der Gabbiano-Klasse verbaut war.